# 877
877 (DCCCLXXVII) var ett normalår som började en tisdag i den julianska kalendern.

## Händelser

### Okänt datum
- En flottilj bestående av 120 danska skepp förliser i en storm utanför Swanage.[1]
- Efter Konstantin I:s död efterträds han som kung av Skottland av sin bror Aed.
- Ludvig den stammande blir kung av Västfrankiska riket.

## Födda
- Igor I, storfurste av Kievriket.

## Avlidna
- 6 oktober – Karl den skallige, kung av Västfrankiska riket sedan 843 och romersk kejsare sedan 875
- Konstantin I, kung av Skottland sedan 862

### Fotnoter
1. ↑  Stratton, J.M. (1969). Agricultural Records. John Baker. ISBN 0-212-97022-4